# Réserve naturelle régionale du Massif du Montious
Aire protégée et réglementée, la réserve naturelle régionale du massif du Montious (RNR326) est une réserve naturelle régionale située dans le département des Hautes-Pyrénées en région Occitanie (France). Classée en 2020, elle occupe une surface de 738,5 hectares exclusivement sur la commune de Bordères-Louron (65 590).

## Localisation

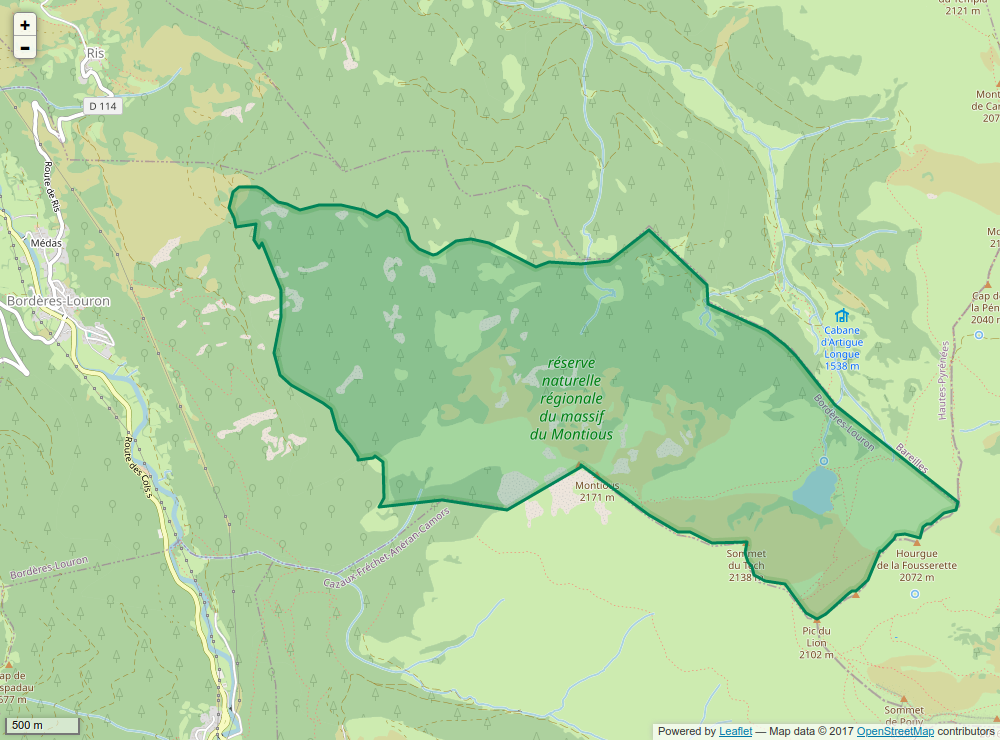
Périmètre de la réserve naturelle.

Le territoire de la réserve naturelle se situe dans le département des Hautes-Pyrénées, dans la vallée du Louron, sur la commune de Bordères-Louron qui est propriétaire de l'intégralité des parcelles classées. Il est localisé sur le versant Nord-Est du Montious pour sa partie orientale, et comporte également des orientations Sud-Ouest à Sud sur sa partie occidentale, à l'Ouest de la crête du Montious. Le site s'étage de 1 590 m à 2 171 m d'altitude (le Montious étant le point culminant).

## Histoire du site et de la réserve
Un classement en Réserve biologique forestière dirigée a été envisagé par la commune de Bordères-Louron entre 1993 et 1995, projet qui n'a finalement pas abouti.
Le site a fait l'objet d'un classement en Réserve de chasse et de faune sauvage en septembre 1996 en raison de la présence du Grand Tétras.
En novembre 2013, les élus de la commune ont délibéré en faveur du projet de réserve naturelle régionale présenté par le Maire. La demande de classement a été soumise à la région Occitanie le 15 octobre 2018.
C'est ensuite le 16 juillet 2020 que le Conseil Régional réuni en Assemblée Plénière a créé la Réserve Naturelle Régionale du massif du Montious, la 14è d'Occitanie.

## Écologie (biodiversité, intérêt écopaysager...)
Le site présente un échantillon remarquable de la diversité géologique, biologique et paysagère des Pyrénées centrales. On trouve notamment, parmi la mosaïque de milieux naturels représentés : un lac glaciaire, des imbrications de pelouses sommitales, un large couvert forestier, et des zones humides de tête de bassin versant.

### Flore
Le site comprend un panel représentatif et diversifié de végétation "montagnarde" à "subalpine", typique des Pyrénées centrales. Plusieurs espèces représentent des enjeux de conservation particuliers : la Listère cordée, la Ramondie des Pyrénées, la Drosera à feuilles rondes ou encore, dans le lac de Bordères, le Potamot à feuilles de graminée (espèce sensible au piétinement)

### Faune
Les premiers inventaires réalisés sur la Réserve Naturelle ont permis de révéler la présence de d'espèces particulièrement sensibles : le Monticole de roche (oiseau), la Perdrix grise des Pyrénées (oiseau), le semi-apollon (papillon), la Miramelle des moraines (criquet), le Desman des Pyrénées (mammifères aquatique), et de nombreuses chauves-souris (Murin de Natterer, Molosse de Cestoni, Oreillard gris et roux, Noctule de Leisler).

### Géologie
Le site présente un site à caractère géologique de très fort intérêt scientifique et patrimonial. Il est le meilleur exemple local de formation de la chaîne Hercynienne, avec les étapes de la mise en place d'un pluton granitique. On y trouve notamment des gabbros du Montious, leucocrates, diorites, chaos granitiques.

## Administration, plan de gestion, règlement

### Outils et statut juridique
La réserve naturelle régionale a été créée par une délibération du Conseil régional d'Occitanie n°2020/AP-JUILL/02 du 16 juillet 2020. Ce classement est valable pour une durée illimitée. La Réserve est co-gérée par la commune de Bordères-Louron (propriétaire) et l'association Nature En Occitanie, sous délégation du Conseil régional d'Occitanie

### Réglementation
Sont interdits sur l'ensemble de la réserve naturelle : 
- l'introduction de chien (même tenus en laisse),
- la réalisation de feu,
- l'activité de baignade,
- l'usage de drones,
- l'introduction de véhicules motorisés
- la dégradation et/ou le dérangement du patrimoine naturel
- l'installation d'affûts photographiques

La circulation du public est libre en périmètre ZP (Zone de Protection - autour du lac) mais conseillée sur le sentier matérialisé. La circulation en périmètre ZPR (Zone de Protection Renforcée) est autorisée sur un unique sentier balisé par l'équipe co-gestionnaire et contournant la zone. La pénétration dans le périmètre ZPR est strictement interdite hors de ce sentier.
Une signalétique informative et réglementaire est installée sur site, des opérations de police de l'environnement y sont réalisées quotidiennement.